# Propylparaben

Strukturformel.

Propylparaben, propyl-4-hydroxibensoat eller p-hydroxibensoesyrapropylester är ett konserveringsmedel som har E-nummer E216. Tillsatsen används bland annat i godis, kosmetika och torkade köttvaror. Personer som inte tål acetylsalicylsyra, men även andra, kan få överkänslighetsreaktioner.